# انفجار ۲۰۲۰ بیروت
انفجار بندر بیروت عصر روز ۴ اوت ۲۰۲۰ (۱۴ مرداد ۱۳۹۹) در بندر بیروت واقع در بیروت، پایتخت لبنان رخ داد و ساختمان‌های زیادی در منطقهٔ اشرفیه را تخریب کرد. موج ناشی از انفجار باعث وارد شدن خسارات گسترده به ساختمان‌های اطراف محل انفجار شد. این انفجار بسیار قدرتمند باعث کشته شدن ۲۲۰ نفر و زخمی شدن حدود ۷۰۰۰ نفر و مفقود شدن بیش از ۱۱۰ نفر شد و همچنین بر اساس اعلام فرمانداری بیروت، بیش از ۳۰۰ هزار نفر بر اثر این حادثه بی‌خانمان شده‌اند. شدت انفجار (معادل حدود ۱۰۰۰ تن تی‌ان‌تی) به حدی بود که به عنوان یکی از قوی‌ترین انفجارهای غیرهسته‌ای تاریخ محسوب می‌شود به گزارش سازمان زمین‌شناسی آمریکا، شدت انفجار، معادل زمین لرزه‌ای به قدرت ۳٫۳ ریشتر بوده است که در ترکیه، سوریه، اسرائیل و بخش‌هایی از اروپا احساس شد و صدای آن در جزیره قبرس در فاصله ۲۵۰ کیلومتری شنیده شد.
علت انفجار ذخیره ۲۷۵۰ تن آمونیوم نیترات بود که به مدت شش سال در گمرک بندر بیروت بدون ایمنی کافی نگهداری شده بود. در پی انفجار دولت لبنان به مدت دو هفته وضعیت اضطراری اعلام کرد. متعاقباً، اعتراضات گسترده مردمی در خصوص بی کفایتی دولت در جلوگیری از این حادثه بروز کرد و در نتیجه این فشار، در ۱۰ اوت دولت لبنان استعفا کرد و کمی پس از آن نخست‌وزیر، حسان دیاب، نیز استعفا داد.
انفجار یک رویداد لرزه‌ای به بزرگی ۳٫۳ ریشتر ایجاد کرد، همان‌طور که توسط سازمان زمین‌شناسی ایالات متحده گزارش شده است. اثرات آن در لبنان و مناطق همجوار، از جمله سوریه، اسرائیل و قبرس، در فاصله بیش از ۲۴۰ کیلومتری (۱۵۰ مایلی) احساس شد. مطالعات علمی نشان داد که موج شوک به‌طور موقت یونوسفر زمین را مختل کرد. سیلوهای غلات مجاور در بندر بیروت خسارات عمده‌ای دیدند. بخش‌هایی از این سیلوها در پی آتش‌سوزی‌های ناشی از بقایای ذخایر غلات در ژوئیه و اوت ۲۰۲۲ فروریخت.
دولت لبنان در واکنش به این فاجعه، وضعیت اضطراری دو هفته‌ای اعلام کرد. اعتراضاتی که از سال ۲۰۱۹ ادامه داشت، گسترش یافت و منجر به استعفای نخست‌وزیر حسن دیاب و کابینه او در ۱۰ اوت ۲۰۲۰ شد. ادعاهایی مبنی بر ارتباط احتمالی حزب‌الله با این انفجار مطرح شد و به گزارش‌های تأیید نشده‌ای مبنی بر نگهداری سلاح در این مکان اشاره شد. حزب‌الله این اتهامات را رد کرد اما در تظاهرات مخالف تحقیقات رسمی شرکت کرد.

## موقعیت و مشخصات

### موقعیت
این انفجار در کنار سیلوهای شهر بیروت و بندر بیروت اتفاق افتاد. روزنامهٔ مشرق موقعیت دقیق محل بروز انفجار در بندر بیروت را روی تصویر ماهواره‌ای نشان داده است.

### زمین‌لرزه
بر اساس گزارش نشریه فوربز انفجار بیروت موج لرزه‌ای برابر با زمین‌لرزه ۳/۳ ریشتر را ایجاد کرد که در مرکز لرزه‌نگاری سازمان زمین‌شناسی آمریکا ثبت شده است. این انفجار در ترکیه، سوریه و اسرائیل و بخش‌هایی از اروپا و همچنین در قبرس که بیش از ۲۵۰ کیلومتر با محل انفجار فاصله دارد، احساس شد. دیده‌بان زمین‌لرزه اردن اعلام کرد که نیروی انفجار بیروت برابر با نیروی زمین‌لرزه‌ای با قدرت ۴٫۵ ریشتر بوده است.

## تلفات و خسارات

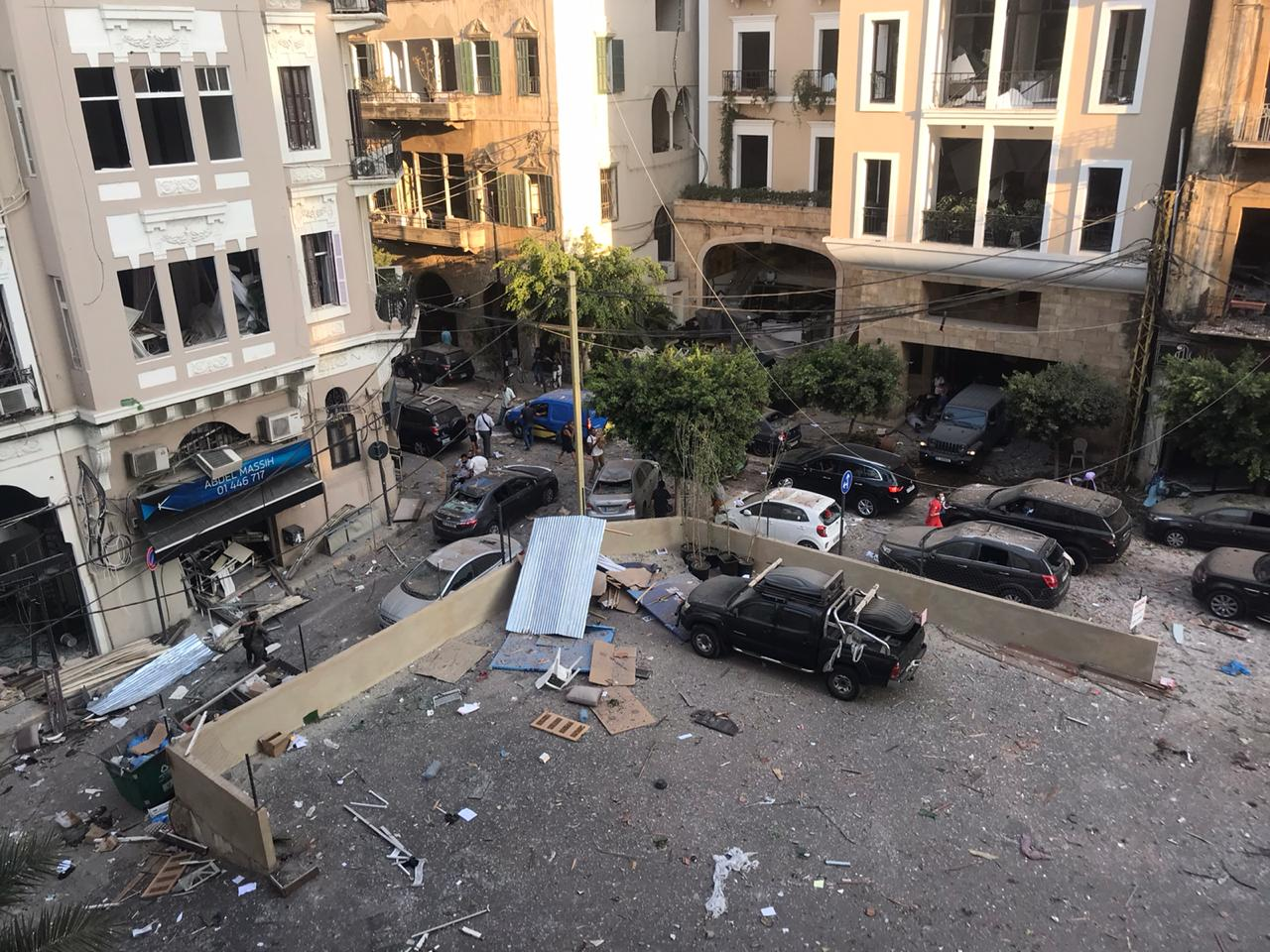
خسارت‌های وارد شده پس از انفجار

### کشته و مجروح
پس از وقوع انفجارها مرگ حداقل ۲۲۰ نفر و زخمی شدن ۷۰۰۰ نفر تأیید شد. مروان عبود، فرماندار بیروت، پس از وقوع حادثه گفت که به دنبال آتش‌نشانانی که پیش از وقوع انفجار دوم برای کنترل آتش در محوطه بوده است، خود را به آنجا رسانده. او در حالی که گریه می‌کرد، این اتفاق را «فاجعه‌ای ملی» خواند. این انفجارها باعث شدند حداقل ۳۰۰٬۰۰۰ نفر بی‌خانمان شوند. این انفجارها باعث مرگ نازار ناجاریان دبیرکل حزب کتائب لبنان و همچنین ژان بولفیس طراح فرانسوی گردید.

### خسارات

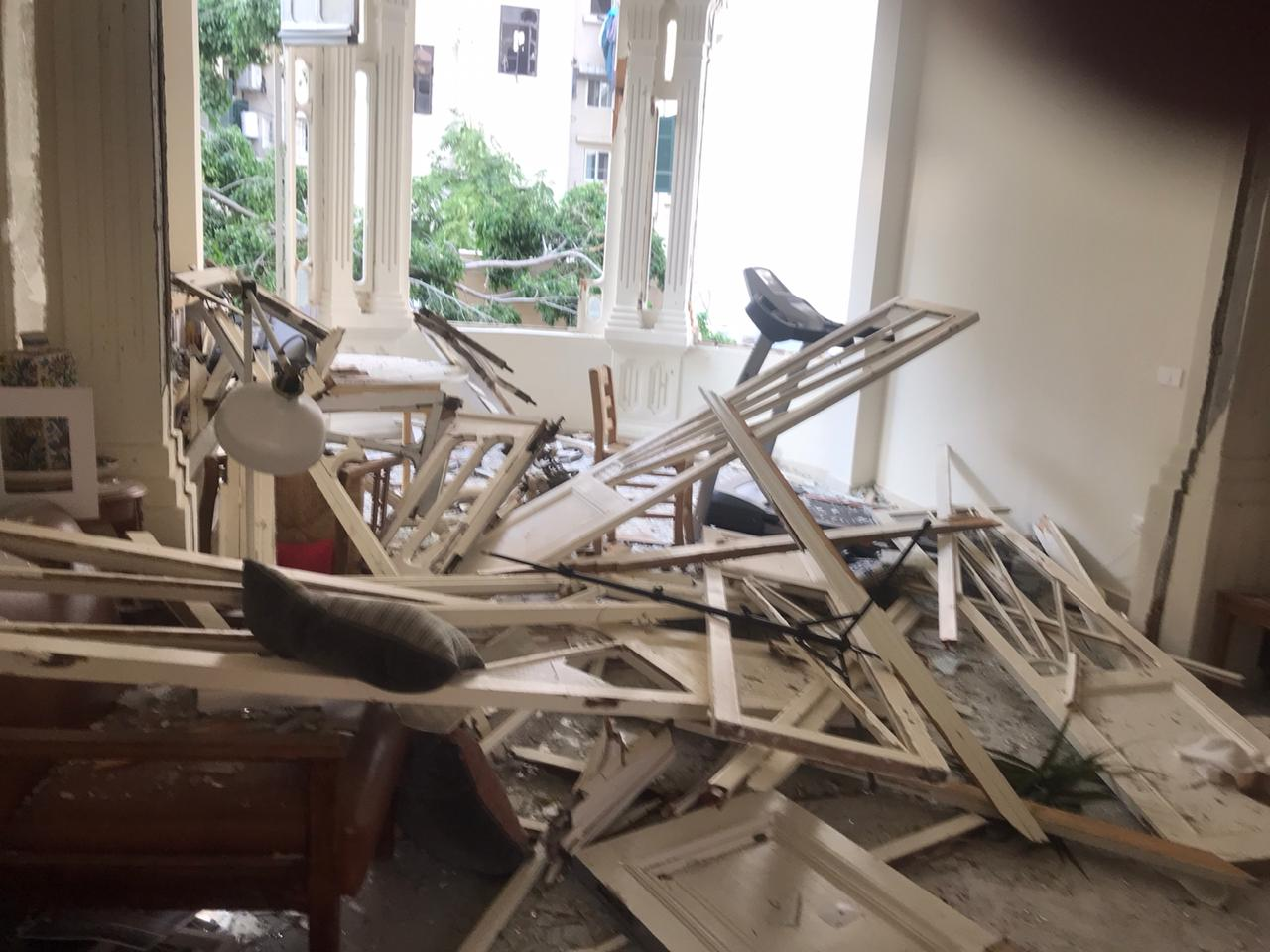
داخل آپارتمان خبرنگار صدای آمریکا پس از انفجار

به نقل از شبکهٔ ماهواره‌ای العربیه، قاضی مروان عبود، استاندار بیروت با اشاره به اینکه نیمی از شهر در اثر انفجار آسیب دیده یا ویران شده، گفت: انفجار بیروت شبیه به انفجار هیروشیما و ناکازاکی بود.
شماری از کارکنان سفارت آلمان در بیروت مجروح شدند. هلند نیز اعلام کرد که پنج کارمند سفارت هلند مجروح شدند. سفارت مصر گزارش داد یک کارمند این سفارتخانه در حادثهٔ انفجار کشته شده و همچنین یک نفر دیگر ناپدید شده است. سازمان ملل از مجروح شدن شماری از نیروهای حافظ صلح در بیروت خبر داد. گفته می‌شود یکی از شهروندان مراکش نیز در انفجار مهیب زخمی شده است. شورای عالی دفاع لبنان، بیروت را شهر فاجعه‌زده اعلام کرد.
بر اساس بیانیهٔ دولت لبنان که روز چهارشنبه، ۵ اوت ۲۰۲۰ منتشر شد، صدها نفر در محدودهٔ انفجار مفقودالاثر هستند و حدود ۳۰۰ هزار نفر بی‌خانمان شده‌اند. به گفتهٔ مروان عبود، فرماندار بیروت، تخمین‌های اولیهٔ مقامات این کشور، حکایت از خسارت ۱۰ تا ۱۵ میلیارد دلاری به شهر دارد.

## علت انفجار
علت حادثه بلافاصله پس از رویداد آن مشخص نبود. رسانهٔ دولتی لبنان در ابتدا خبر از انفجار در انبار وسایل آتش‌بازی داد و دیگر گزارش‌ها آن را انفجاری در یک پایانهٔ نگهداری مواد نفتی یا شیمیایی گزارش کردند. انبارهایی در این بندر وجود داشت که در آن‌ها مواد شیمیایی شامل آمونیوم نیترات نگهداری می‌شد. مدیر مسئول امنیت عمومی لبنان اعلام کرد، انفجار به دلیل وجود مواد شدیداً قابل اشتعال که سال‌ها در آن محل نگهداری می‌شدند، روی داده است. این مواد متعلق به کشتی «MVRhosus» با پرچم مولداوی بوده که در سال ۲۰۱۴ به دلیل مشکلات فنی موتور در بیروت پهلو گرفته بود. کشتی حامل محموله حدود ۲٬۷۵۰ تنی آمونیوم نیترات از مبدأ باتومی، گرجستان به مقصد بیرا، موزامبیک بوده، که پس از مشکل به وجود آمده برای آن و نداشتن صرفهٔ اقتصادی برای انتقال مجدد، توسط مالکش رها شده بود. این محموله توسط دولت توقیف شده و حدود ۶ سال در این مکان بدون رعایت مسائل ایمنی نگهداری می‌شده است. به گزارش رویترز، مقامات امنیتی لبنان ماه گذشته به نخست‌وزیر و رئیس‌جمهور این کشور هشدار داده بودند که ۲۷۵۰ تن نیترات آمونیوم ذخیره شده در بندر بیروت خطر امنیتی به همراه داشته و در صورت انفجار می‌تواند پایتخت را نابود کند. یک مقام امنیتی اعلام کرد که انفجار به دلیل جوشکاری در یکی از انبارها رخ داده است.

### گمانه‌زنی‌ها
- فاکس نیوز در گزارشی به نقل از برخی منابع نوشت، بیشتر تحرکات و اقدامات اجرایی در بندر بیروت زیر نظر و کنترل «غیررسمی» حزب‌الله قرار داشته است و احتمالاً از این بندر برای واردات اسلحه نیز استفاده شده است. دادگاهی بین‌المللی در هلند قرار بود چند روز پس از این حادثه حکم چهار مظنون قتل رفیق حریری که مرتبط با حزب‌الله لبنان بودند را صادر کند.[۲۷] سیدحسن نصرالله رهبر حزب‌الله لبنان در سخنرانی پیشین‌اش گفته بود که ما می‌توانیم انباری از مواد منفجرهٔ «آمونیاک» که در حیفا در کشور اسرائیل ذخیره شده است را با موشک‌هایمان هدف قرار دهیم و آن چنان انفجاری به وجود بیاید که اندازهٔ یک بمب اتمی قدرت تخریبی دارد.[۲۸]
- بلومبرگ در گزارشی با اشاره به حزب‌الله نوشت، نیترات آمونیوم در ۲۰۱۳ که از گرجستان به موزامبیک می‌رفت توسط کسی که هنوز معلوم نیست کیست به بیروت منتقل شد. عمده بندرهای بیروت در کنترل حزب‌الله است و عمده لبنانی‌ها معتقدند که نیترات آمونیوم در اختیار این شبه‌نظامیان بود. این انفجار درست پیش از محکمهٔ سازمان ملل برای صدور حکم علیه ۴ عضو فراری حزب‌الله رخ داد.[۲۹]
- روز جمعه ۷ اوت، بهاءالدین حریری، برادر سعد حریری گفت که حزب‌الله لبنان از بندر بیروت برای انبار کردن اسلحه استفاده کرده است. وی تأکید کرد همه در بیروت می‌دانند که بندر این شهر در کنترل حزب‌الله لبنان است. او گفت که حزب‌الله مسئول انباری بوده که در آن نیترات آمونیوم نگهداری شده بود.[۳۰] در مقابل سیدحسن نصرالله، دبیرکل حزب‌الله، با تکذیب این ادعا، اعلام کرد که این حزب نه بندر بیروت را اداره می‌کند و نه چیزی در آن داشته است.[۳۱] اما منتقدان این حزب قبول ندارند و حزب‌الله را به چیره شدن بر برخی از مراکز مهم در لبنان، ازجمله فرودگاه بین‌المللی بندر بیروت، متهم می‌کنند.[۳۲] میشل عون، رئیس‌جمهور لبنان طی مصاحبه‌ای در ۲۸ مرداد ۱۳۹۹ (برابر با ۱۸ اوت ۲۰۲۰) گفت، محال است انفجار بندر بیروت از انفجار انبار مهمات حزب‌الله نشأت گرفته باشد. او تأکید کرد که حزب‌الله در بندر بیروت هیچ تسلیحاتی انبار نکرده بود.[۳۳]
- نشریه آلمانی دی ولت روز پنجشنبه ۲۰ اوت ۲۰۲۰ خبر داد که براساس سندهای مشاهده شده، در سال ۲۰۱۳ و ۲۰۱۴ سه محموله نیترات آمونیوم توسط حزب‌الله لبنان سفارش داده شده و توسط سپاه قدس و زیر نظارت قاسم سلیمانی به آنها تحویل داده شده است. مقامات لبنان نیز گفته‌اند نیترات آمونیوم موجود در بندر بیروت که منفجر شد نیز به سالهای ۲۰۱۳و ۲۰۱۴ بر می‌گردد.[۳۴]
- این انفجار در میانهٔ آشفتگی سیاسی و ناآرامی در لبنان، و نیز حدود یک هفته پس از تنش در مرز لبنان با اسرائیل، پس از حملهٔ اسرائیل به مواضع حزب‌الله در سوریه به وقوع پیوست. نتانیاهو به حزب‌الله هشدار داده بود که در صورت نیاز، از حملهٔ دوباره ممانعت نخواهد کرد. موشه فیگلین، عضو پیشین کنست، روز پس از حادثه که مصادف با جشن یهودی تو بآو بود این حادثه را هدیه‌ای از جانب خدا دانست و گفت در صورتی که این انفجار کار اسرائیل بوده باشد، باید به آن افتخار کرد.[۳۵]

### دستگیری‌ها
مقامات لبنان، مسئولان انبار و حراست بندر بیروت را تا زمان مشخص شدن نتیجهٔ تحقیقات دربارهٔ منشأ و علت انفجارها، تحت نظارت ارتش لبنان در بازداشت خانگی قرار دادند.

### تحقیقات
- یک مقام ارشد امنیتی لبنان که نخواست نامش فاش شود به رویترز گفت، تحقیقات قضایی حول انبار نیترات آمونیوم از ماه ژانویه آغاز شده بود و در پایان تحقیقات دادستان کل غسان اویدات گزارش نهایی تنظیم کرده و به مقامات ارسال کرده بود. طی نامه‌ای در ۲۰ ژوئیه به رئیس‌جمهور میشل عون و نخست‌وزیر حسن دیاب گزارش شده‌بود که این مواد شیمیایی باید سریعاً ایمن‌سازی شود. این مقام امنیتی گفت من هشدار دادم که اگر منفجر شود می‌تواند بیروت را نابود کند.[۳۷]
- میشل عون و سیدحسن نصرالله در رابطه با تحقیقات حول انفجار، از تحقیقات داخلی حمایت می‌کنند در حالیکه نیروهای مخالف خواهان تحقیقات بین‌المللی هستند.[۳۸]
- بیش از ۵۰ نیروی متخصص پلیس فرانسه برای کمک به انجام تحقیقاتی دربارهٔ حادثه انفجار بیروت در لبنان مستقر شده‌اند.[نیازمند منبع]
- هایکو ماس وزیر خارجه آلمان طی دیداری از بیروت خواستار اجرای تحقیقات مستدل و مستقل در مورد بروز انفجار در بندر بیروت و عوامل انبار کردن ۲۷۵۰ تن نیترات آمونیوم به مدت ۶ سال شد.[نیازمند منبع]
- دیوید هیل، معاون امور سیاسی وزیر امور خارجه آمریکا اعلام کرد که پلیس فدرال این کشور موسوم به «اف.بی. آی» در جریان تحقیقات دربارهٔ انفجار بیروت شرکت خواهد کرد.[۳۹][۴۰] وی در بازدید از محل انفجار بر ضرورت انجام تحقیقات شفاف تأکید کرد.[۴۱] دفتر مرکزی اف‌بی‌آی نیز در بیانیه‌ای به رویترز گفت، «بنا به درخواست دولت لبنان، اف‌بی‌آی به همکاران لبنانی، برای تحقیقاتشان در مورد انفجارهای ۴ اوت بندر بیروت کمک ارائه می‌دهد.»[۴۲]
- سرلشکر اشرف ریفی (Ashraf Rifi)، وزیر دادگستری پیشین و رئیس سابق نیروهای امنیت داخلی لبنان روز پنجشنبه ۱۷ دسامبر ۲۰۲۰ گفت که وی در برابر قاضی فادی سوان (Fadi Sawwan) شهادت داده که سپاه پاسداران ایران محموله نیترات آمونیوم را در جهت منافع حزب‌الله فرستاده، که نهایتاً باعث انفجار فاجعه‌بار ۴ اوت در بندر بیروت شده است. وی گفت مقادیری از محموله نیترات آمونیوم توسط رژیم سوریه استفاده شده است، و مقادیر دیگری توسط حزب‌الله برای گروه‌های تروریستی‌اش در قبرس، کویت، آلمان و دیگر کشورهای عرب و خارجی فرستاده شده است. ریفی افزود «مقامات امنیتی می‌دانند که حزب‌الله بندر بیروت را برای قاچاق و وارد کردن مواد انفجاری کنترل می‌کند، جایی که یک منطقه امنیتی و منطقه گمرگی خصوصی ایجاد کرده است»...[۴۳][۴۴][۴۵]

## عملیات امداد
- لبنان: ۱۰ نفر از نیروهای آتش‌نشانی که به محل حادثه اعزام شده بودند، پس از انفجار دوم ناپدید شدند و هیچ اطلاعی از آن‌ها در دست نیست. جمعیت هلال احمر لبنان نیز اعلام کرد که بیش از ۳۰ تیم پزشکی به بندر بیروت منتقل شده است.[۴۶]
- 🇮🇷 ایران: محموله کمک‌های بشر دوستانه جمعیت هلال احمر با همکاری نیروی هوایی ارتش جمهوری اسلامی ایران[۴۹] شامل ۴۵ تن دارو و وسایل بهداشتی، با هواپیمای بویینگ ۷۴۷ نیروی هوایی ارتش ایران به بیروت، پایتخت کشور لبنان ارسال شد.[۵۰]
- فرانسه: دو هواپیما به همراه کارمندان شرایط اضطراری، یک واحد پزشکی سیار و ۱۵ تن کمک ارسال کرده است. دفتر رئیس‌جمهور مکرون گفته است این کمک‌ها برای مراقبت از ۵۰۰ بیمار کافی خواهدبود. به علاوه حافظان صلح فرانسه در لبنان در صحنه حضور دارند.[۴۷]
- اردن یک بیمارستان صحرایی با پرسنل لازم اعزام کرده است.[۴۷]
- روسیه: دولت روسیه در یک بیانیهٔ رسمی با اعلام کمک‌های این کشور تصریح کرد: هواپیماهای متعلق به وزارت وضعیت اضطراری روسیه شامل یک بیمارستان سیار به همراه گروهی از پزشکان و نیروهای وضعیت اضطراری است.[۴۷]
- ارمنستان: ظهراب مناتساکانیان وزیر امور خارجه ارمنستان در صفحه تویتر خود اعلام کرده است که اولین محموله کمک‌های بشردوستانه ارمنستان شامل دارو و تجهیزات پزشکی به لبنان ارسال شده است و محموله‌های دوم و سوم نیز ظرف روزهای آتی به لبنان ارسال خواهد شد.[۴۸]
- جمهوری آرتساخ: در راستای حمایت از مردم مصیبت دیده لبنان، مردم جمهوری آرتساخ نیز کمک‌های خود را توسط یک فروند هواپیما به بیروت ارسال کردند.[۴۹]
- جمهوری چک گفته است که لبنان با اعزام ۳۷ نیروی امداد و نجات و سگ‌های زنده‌یاب به بیروت موافقت کرده است.[۴۷]
- دانمارک: آمادهٔ ارسال کمک‌های انسانی شده است. نخست‌وزیر لبنان در سخنانی تلویزیونی از تمامی کشورها و دوستان لبنان درخواست کمک کرد و گفت: ما شاهد یک فاجعهٔ تمام عیار هستیم.[۴۷]

## وقایع بعد از انفجار

### بازدید مکرون از بیروت
امانوئل مکرون در ۶ اوت ۲۰۲۰ از بیروت بازدید کرد. ساکنان بیروت در دیدار با وی عصبانیت خود را نسبت به رهبران لبنان ابراز داشتند. جمعیتی که اطراف مکرون جمع شده‌بودند با عصبانیت فریاد زدند: «انقلاب!» و «مردم می‌خواهند رژیم را سرنگون کنند!». بسیاری از لبنانی‌ها می‌گویند انفجار بندر بیروت حاکی از غفلت و فساد در نظام سیاسی لبنان است. مکرون به جمعیت خشمگین وعده داد که کمک‌ها به «دستان فاسد» نخواهد رسید. مکرون پس از دیدار با میشل عون، رئیس‌جمهور لبنان، در فرودگاه گفت «اگر اصلاحات انجام نشود لبنان همچنان غرق خواهد شد». «آنچه در این‌جا نیاز است یک تغییر سیاسی است. این انفجار باید که آغاز عصری نو باشد».

## اعتراضات
- روز شنبه ۸ اوت ۲۰۲۰، صدها نفر در لبنان، چهار روز بعد از انفجار بندر بیروت، به خیابان‌ها ریختند و علیه دولت و سیاستمداران کشور شعار دادند. اعتراضات در لبنان علیه دولت جدید نیز ادامه یافت. اگرچه شیوع کرونا در کشور برای چند ماه از شدت اعتراضات کاسته بود، اما خرداد ۱۳۹۹ دوباره تجمعات اعتراضی در کشور برگزار شد؛ و اکنون هم انفجار در بندر بیروت به خشم معترضان دامن زده و آنها را بار دیگر راهی خیابان‌ها کرده است.[۵۳][۵۴]
- شامگاه پنج‌شنبه ۶ اوت ۲۰۲۰ معترضان خشمگین در بیروت در اعتراض به انفجار بندر بیروت با پلیس لبنان درگیر شدند. بسیاری از لبنانی‌ها رهبران سیاسی آن کشور را مقصر این انفجار می‌دانند و آنها را به فساد و سوء مدیریت متهم می‌کنند. مردم بیروت طی بازدید امانوئل مکرون، رئیس‌جمهور فرانسه، خشم خود را علیه دولت به نمایش گذاشتند. بعضی از مردم هنگام عبور رئیس‌جمهوری فرانسه از میان خرابه‌های به جا مانده از انفجار، شعارهای «انقلاب» و «مرگ بر رژیم» سر دادند.[۵۵]
- روز یکشنبه ۹ اوت ده‌ها هزار لبنانی در مرکز شهر بیروت، در اعتراض به مشکلات اقتصادی دست به تظاهرات زدند. معترضان همچنین خواهان استعفای دولت و خلع سلاح شبه‌نظامیان حزب‌الله شده و سطل‌های زباله را آتش زدند.[۵۶][۵۷] به گزارش شبکه‌های اجتماعی، در فضای مجازی لبنان هشتگ #خلع_سلاح_حزب‌الله (#نزع_سلاح_حزب‌الله) مورد توجه قرار گرفته و ترند شد.[۵۸] به گزارش وال استریت ژورنال برخی از معترضان حزب‌الله را رد کردند و از ایران – که از این گروه پشتیبانی می‌کند- خواستند لبنان را ترک کند.[۵۹]

### استعفای دولت
بعد از انفجار بیروت منال عبدالصمد وزیر اطلاع‌رسانی لبنان روز یکشنبه ۱۹ مرداد (۹ اوت) از سمتش استعفا کرد.
سرانجام حسان دیاب در پی این اعتراضات و استعفای تعداد زیادی از وزیران کابینه اش و همین‌طور استعفای برخی از نمایندگان پارلمان لبنان در ۲۰ مرداد ۱۳۹۹ از سمت خود استعفا داد. وی سیاستمداران فاسد را مقصر اصلی انفجار بیروت و وضعیت کنونی و عدم همکاری برای اصلاحات در کشور دانست. میشل عون استعفای وی را پذیرفته و از دولت دیاب خواست تا زمانی که کابینه جدید تشکیل شود، به‌عنوان سرپرست امور دولت باقی بماند.

## واکنش‌ها

### داخلی
- حسان دیاب، نخست‌وزیر لبنان، اعلام کرد که روز پس از انفجارها، روز عزای ملی خواهد بود.[۶۴]
- میشل عون، رئیس‌جمهور لبنان، گفت که دولت از آسیب‌دیدگان حمایت کرده و وزارت بهداشت هزینهٔ درمان مجروحان را تأمین می‌کند.[۶۵] فرماندار بیروت، مروان عبود، در تلویزیون با گریه این حادثه را «فاجعهٔ ملی» خواند.[۶۶] میشل عون، در مصاحبه با روزنامه ایتالیایی «کوریره دلا سرا»، تأکید کرد که حزب‌الله در بندر بیروت تسلیحاتی انبار نکرده بود و سیدحسن نصرالله دبیرکل حزب‌الله لبنان خود به آن اشاره کرده است.[۶۷]
- صبحی طفیلی نخستین دبیرکل حزب‌الله لبنان با انتشار ویدئو، سیدحسن نصرالله و ایران را عامل نابودی لبنان و سوریه خواند، وی افزود دبیرکل حزب‌الله مافوق رئیس‌جمهور، نخست‌وزیر و رئیس مجلس بوده و مهره کلیدی در فجایع لبنان است، طفیلی همچنین به تندی از سیدعلی خامنه‌ای که حامی اصلی نصرالله است، انتقاد کرد.[۶۸]

### موضع حزب‌الله لبنان
سید حسن نصرالله، دبیرکل حزب‌الله لبنان، قاطعانه اتهاماتی که علیه این حزب وجود دارد را رد کرد و گفت: «ممکن است ما از آنچه در بندر حیفا وجود دارد اطلاع داشته باشیم اما در بندر بیروت نه.» وی روز ۱۴ اوت ۲۰۲۰ اظهار داشت دو فرضیه در ورای این انفجار قرار دارد؛ یا یک حادثه بوده یا اقدامی خرابکارانه بوده است، ما منتظر نتایج تحقیقات هستیم. اگر تصادفی بودن انفجار ثابت شود باید تمام مسببان این فاجعه مجازات شوند. اگر ثابت شود که انفجار یک اقدام خرابکارانه بوده باید مقصران بازخواست شوند اما باید در خصوص جهاتی که پشت آن بوده‌اند، تحقیق شود. او همچنین اظهار داشت که اگر اسرائیل مسئول این انفجار باشد و اف.بی. آی آمریکا وارد تحقیقات در این حادثه شود، این تحقیقات به جایی نخواهد رسید.

### جهانی
- ایالات متحدهٔ آمریکا: دونالد ترامپ رئیس‌جمهوری ایالت متحدهٔ آمریکا گفت ابراز همدردی مردم آمریکا را با مردم لبنان که شاهد یک انفجار بزرگ در بیروت بودند، اعلام می‌کنم. گزارش‌ها حاکی از شمار بسیاری کشته و زخمی است. ما با لبنان رابطهٔ خوبی داریم و آمادهٔ کمک به آن‌ها در مورد این حادثه هستیم.[۷۱] همچنین ایالات متحده که به همراه فرانسه و سایر کشورها قول داده بودند پس از انفجار مرگبار بیروت، به بازسازی پایتخت لبنان کمک کنند، گفتند که به منظور انتقام از رهبری سیاسی لبنان، مستقیماً به خود مردم کمک می‌کنند.[۵۹]
- فرانسه: ژان-ایو لو دریان، وزیر امور خارجه فرانسه گفت که فرانسه «آمادهٔ یاری‌رساندن به لبنان است».[۷۲] روز چهارشنبه ۱۲ اوت ۲۰۲۰ امانوئل مکرون، رئیس‌جمهور فرانسه، در مکالمه تلفنی با حسن روحانی نسبت به هرگونه مداخله در امور لبنان پس از انفجار بیروت، هشدار داد.[۷۳]
- ارمنستان: نیکول پاشینیان، نخست‌وزیر ارمنستان، در تماس تلفنی با میشل عون، رئیس‌جمهور لبنان، ضمن ابراز تسلیت به مردم این کشور، آمادگی ارمنستان برای ارسال کمک‌های پزشکی و انسانی به بیروت را اعلام کرده است.[۷۴]
- اسرائیل: اسرائیل هرگونه ادعای دخالتی در این رخداد را رد کرد. حزب‌الله نیز ادعای منفجر شدن انبار مهمات خود در اثر حملهٔ اسرائیل را نادرست خواند.[۷۵][۷۶]
- ایران: سید عباس موسوی، سخنگوی وزارت امور خارجهٔ ایران، انفجار در بندر بیروت و کشته و زخمی‌شدن افراد در این حادثه را تاسف‌آور و نگران‌کننده دانست و گفت: با اندوه بسیار این حادثه و اخبار آن را دنبال می‌کنیم.[۷۷] او بر آمادگی ایران برای کمک به مردم لبنان تأکید کرد.[۷۸] محمد جواد ظریف وزیر امور خارجهٔ ایران پس از گفتگوی تلفنی با همتای لبنانی در توئیتی نوشت «در تماس با آقای شربل وهبه وزیر امور خارجهٔ لبنان، همبستگی قاطع و راسخ ایران با لبنان را تکرار کردم. ایران در حال ارسال بیمارستان صحرایی و دارو برای کمک به امدادرسانی در برابر این فاجعه است. ایران در کنار لبنان می‌ایستد.»
- عراق: مقتدی صدر رهبر جریان صدر عراق ضمن اعلام همدردی با مردم لبنان گفت خداوند بیروت را از هر بلایی حفظ کند. سید عمار حکیم رهبر جریان حکمت ملی عراق نیز ضمن تسلیت به دولت و ملت لبنان پس از انفجار بیروت گفت: «از جامعهٔ جهانی می‌خواهیم در این درد و رنج در کنار لبنانی‌ها باشند.»
- ترکیه: سخنگوی ریاست جمهوری ترکیه هم اعلام کرد که آنکارا آمادگی دارد هر نوع کمکی را به لبنان ارائه دهد.[۷۹][۸۰]
- بریتانیا: دومینیک راب وزیر خارجهٔ انگلیس ضمن اعلام همدردی با ملت لبنان، از آمادگی کشورش برای ارائه کمک و پشتیبانی خبر داد.[۷۹][۸۰]
- امارات متحده عربی: محمد بن راشد آل مکتوم حاکم دبی در پیامی جداگانه وقوع این حادثه را به ملت لبنان تسلیت گفت.[۷۹][۸۰]
- اردن: وزیر خارجهٔ اردن نیز از آمادگی کشورش برای ارائهٔ کمک به لبنان پس از حادثهٔ انفجار در بندر بیروت خبر داد.[۷۹][۸۰]
- اتریش: الکساندر فان دِربِلِن رئیس‌جمهور اتریش در صفحهٔ توئیتر شخصی‌اش نوشت: «به یاد زخمی‌ها و خانواده‌های قربانیان «انفجار بیروت» با مردم لبنان ابراز همدردی می‌کنیم».[۷۹][۸۰]
- قبرس: رئیس‌جمهوری قبرس نیز در پیامی ضمن تسلیت به ملت و دولت لبنان، پیشنهاد ارائهٔ کمک داد.[۷۹][۸۰]
- قطر: تمیم بن حمد آل ثانی، امیر قطر با میشل عون رئیس‌جمهوری لبنان تماس تلفنی گرفت و دستور ارسال بیمارستان‌های سیار به بیروت را صادر کرد.[۷۹][۸۰]
- مصر: عبدالفتاح السیسی رئیس‌جمهوری مصر وقوع «حادثهٔ دردناک انفجار در بیروت را به دولت و ملت لبنان تسلیت گفت و برای مجروحان شفای عاجل و برای خانواده‌های آنان از خداوند متعال طلب صبر» کرد.[۷۹][۸۰]

### کمک‌ها و ابراز همدردی سایر کشورها
بسیاری از کشورهای جهان با انعکاس پرچم لبنان به همراه پیام‌های تسلیت بر روی بناهای مشهور خود، همدردی و همبستگی خود با مردم لبنان را ابراز کردند. برج خلیفه در دبی، برج میلاد و برج آزادی در تهران، تالار شهر در تل آویو، اهرام جیزه واقع در جنوب قاهره و برج ساعت در خیابان حبیب شهر تونس از جمله بناهایی بودند که در ۵ اوت ۲۰۲۰ تصویر پرچم لبنان بر روی آن‌ها به نمایش درآمد. چراغ‌های برج ایفل در پاریس نیز جهت همبستگی با مردم لبنان در ۵ اوت خاموش شد.
کشورهایی از جمله اردن، ایران، عراق، قطر، فرانسه و ایالات متحدهٔ آمریکا اعلام کرده‌اند که کمک‌هایی شامل بیمارستان‌های صحرایی، تجهیزات پزشکی و امدادی، محموله‌های سوخت و مواد غذایی را به این کشور ارسال خواهند کرد. برخی از این محموله‌های امدادی تاکنون به لبنان تحویل داده شده‌اند.

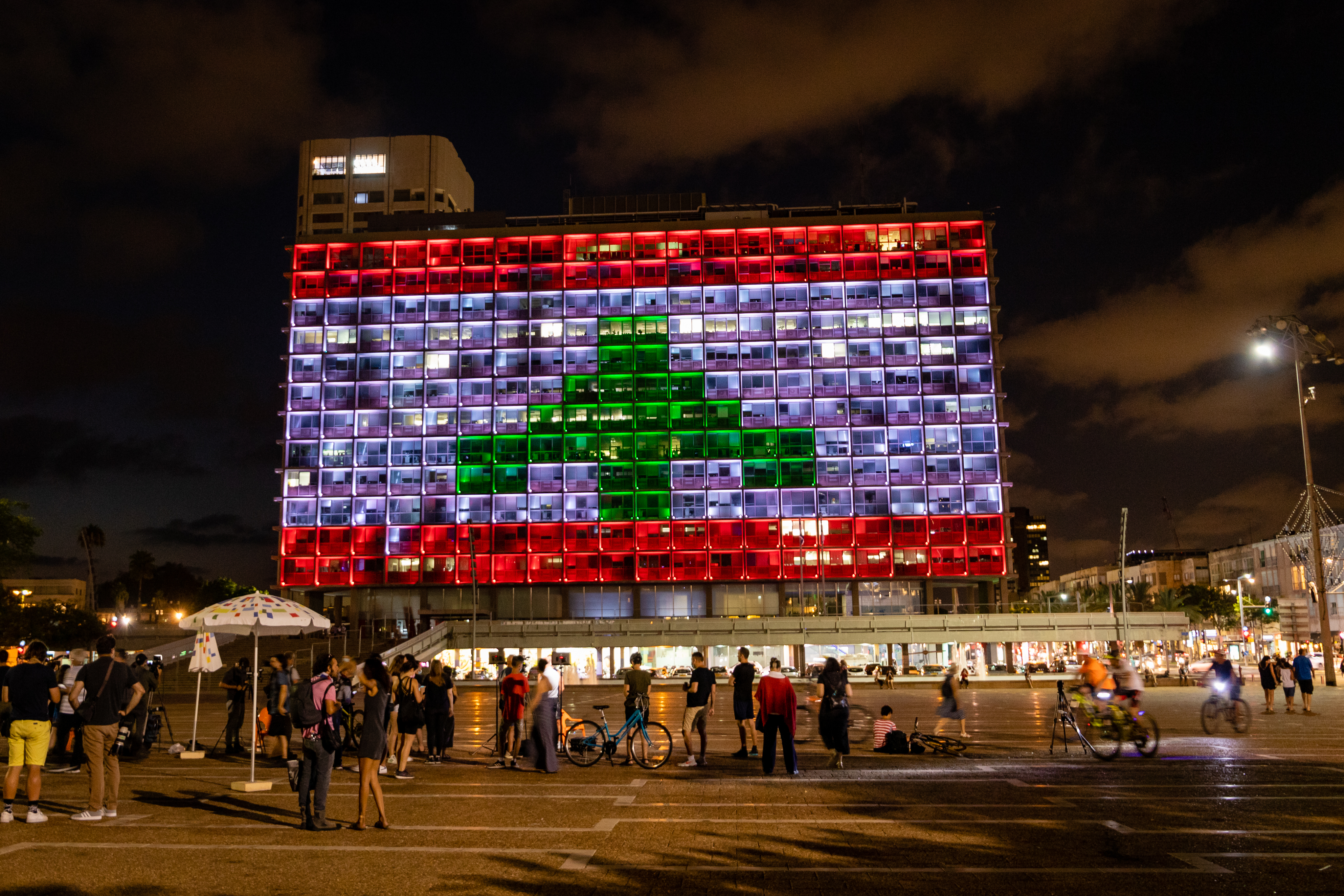
پرچم لبنان در مرکز شهر تل آویو
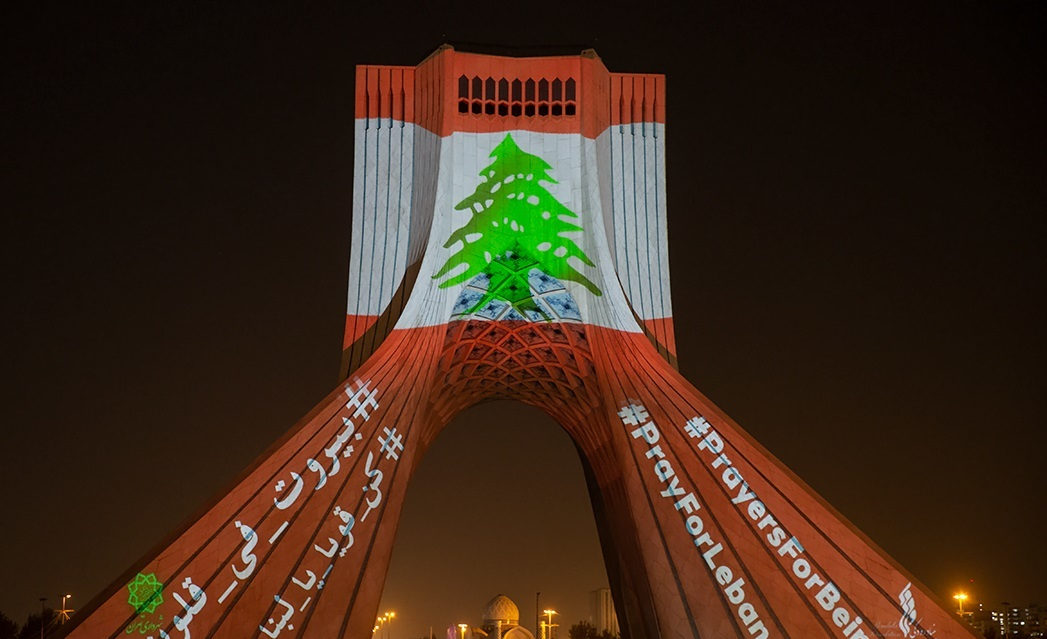
پرچم لبنان بر روی برج آزادی
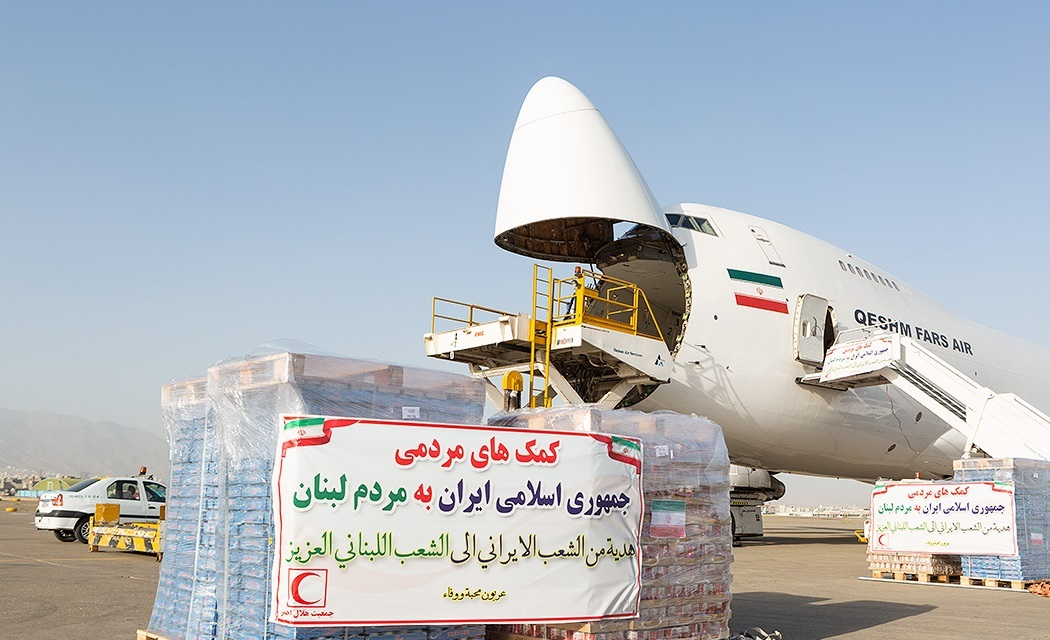
محمولهٔ کمکی جمهوری اسلامی ایران به مردم لبنان